# 徐以枋
徐以枋（1907年11月17日—1998年），又名驭群，男，浙江平湖人，中国土木工程专家、政治人物，曾任上海市政协副主席，第五、六、七届全国政协委员。

## 生平
1928年，徐以枋从复旦大学土木工程系毕业，之後先後在杭州市工务局、江苏省建设厅、上海特别市工务局工作。1933年，任全国经济委员会公路处副工程师兼技士、督察工程师、技术指导、副局长。1946年，担任上海市工务局沟渠处处长兼复旦大学土木系桥梁学教授。1947年后任上海市工务局道路处处长、副局长。
中华人民共和国成立后，繼續擔任上海市工务局副局长。1955年，擔任上海市政工程局局长。1957年兼任上海市政工程设计院院长。1958年起，任上海城市建设局局长、总工程师。1961年，任崇明围垦工程副总指挥。1978年，任上海城市建设局总工程师，兼上海市政工程设计院院长。1986年，担任南浦大桥建设顾问。